# 沃伦·韦斯特隆德
沃伦·韦斯特隆德（英語：Warren Westlund，1926年8月20日—1992年2月13日），美国男子赛艇运动员。他曾代表美国参加1948年夏季奥林匹克运动会赛艇比赛，获得男子四人单桨有舵手金牌。